# Neon Genesis Evangelion: Campus Apocalypse
Neon Genesis Evangelion: Campus Apocalypse (яп. 新世紀エヴァンゲリオン 学園堕天録 Синсэики Эвангэрион Гакуэн Датэнроку) — манга Мин Мин, созданная по мотивам аниме-сериала и манги «Евангелион» и публиковавшаяся в сёдзё-журнале Monthly Asuka издательства Kadokawa Shoten с 2007 по 2009 год. Всего было выпущено 4 танкобона.
В произведении появляются многие из персонажей оригинала, используется тот же сюжет и сеттинг, но история отличается от манги «Евангелион».

## Сюжет
Согласно пророчеству, сделанному 14 лет назад, в определённый день должны рухнуть столпы, поддерживающие небо. На практике это означает, что на момент начала манги в наш мир вторгаются бестелесные создания, «Ангелы». Для этого они вселяются в тела людей, убивая их прежних «владельцев». Ангелы ставят своей целью уничтожение мирового древа, что приведёт к смешиванию всех альтернативных версий истории и возврату мира в хаос. Для этой цели они собирают «ядра», необходимые для того, чтобы древо не засохло. Дабы им помешать, а также вернуть ядра, с ними сражаются хранители — люди, обладающие способностью использовать «Евы», входящие внутрь своего владельца и принимающие в бою образ какого-либо оружия (например, копья).
Главный герой, Синдзи Икари, живёт обычной жизнью. Но однажды поздно вечером он замечает, что его одноклассница, Рей Аянами, встречается с каким-то парнем, который на следующий день переводится в его школу. Одновременно с этим он находит непонятный круглый камень. На следующий день парень, с которым Синдзи видел Рей, переводится в школу Синдзи и им оказывается Каору Нагиса. Однако он ведёт себя так, как будто не знает Рей. Желая понять, какие отношения между Каору и Рей, Синдзи пытается проследить за ними и в итоге наталкивается на одного из Ангелов, Рамиила, требующего вернуть найденное Синдзи ядро, которым и оказывается найденный Синдзи камень. Так как Синдзи каким-то образом удаётся победить Ангела, ему предлагают присоединиться к хранителям, на что он в итоге соглашается.

## Персонажи
- Синдзи Икари — главный герой. Три года назад отец переложил судьбу Синдзи на плечи Рёдзи Кадзи, у которого Синдзи теперь и живёт. На момент начала манги Синдзи жил самой обычной жизнью, которая закончилась вместе со встречей с Ангелом. Влюблён в Рей. Его Ева принимает форму пистолета.
- Рей Аянами — одна из хранителей. Как и в сериале, держится отстранённо. Является превосходной актрисой — например, может выучить роль ангела из постановки о рождении Христа за один час. При этом иногда ведёт себя достаточно эксцентрично. Так, может явиться на урок в маске лошади, позаимствованной со спектакля, и заснуть в ней, пользуясь тем, что под маской все равно не видно, спит она или нет (что моментально подхватывается другими школьниками). Из-за боёв с Ангелами постоянно получает новые раны. Её Ева принимает форму Копья Лонгиния.
- Каору Нагиса — один из хранителей. Проявляет интерес к Синдзи. Его Ева принимает форму меча.
- Аска Лэнгли Сорью — одна из хранителей. Отрицательно относится к появлению в команде Синдзи. Её Ева принимает форму хлыста.
- Гэндо Икари — как и в сериале, глава Nerv. Если верить воспоминаниям Синдзи, погиб на его глазах, защищая сына от падающих обломков, когда Синдзи был ещё ребёнком. Тем не менее на его же глазах воскрес[2].

## Критика
Campus Apocalypse заметно лучше других спин-офф манг, вышедших на основе «Евангелиона», имея собственный сюжет и стиль, а не просто повторяя оригинал. Местами элементы сюжета могут быть стереотипными. В общем же произведение понравится как старым фанатам, так и тем, кто не знаком с оригиналом.